# 阿克米 (北卡羅萊納州)
阿克米（英語：Acme）是位於美國北卡羅萊納州哥倫布縣的非建制地區。

## 歷史
阿克米的郵局於1911年設立，其後於1967年停運。

## 地理
阿克米所處的海拔為高於海平面14米（即46英呎），而該地所採用的時區為UTC-5，即北美东部时区（EST）。同時該地設有夏令時間，為UTC-5調快一小時，即UTC-4（EDT）。